# Saint John (řeka)
Saint John River (česky řeka svatého Jana, francouzsky Fleuve Saint-Jean) je řeka na východě Severní Ameriky. Částečně tvoří hranici mezi Kanadou (provincie Nový Brunšvik) a USA (stát Maine). Je 673 km dlouhá. Povodí má rozlohu 55 400 km².

## Průběh toku
Pramení v Bílých horách v Appalačském pohoří. Ústí do zálivu Fundy, přičemž vytváří vodopád vysoký 5 m, ve kterém při vysokých přílivech proudí voda opačným směrem.

## Vodní stav
Zdroj vody je smíšený (sníh a déšť). Průměrný průtok vody činí 990 m³/s. Nejvyšších vodních stavů dosahuje v dubnu a v květnu.

## Využití
Vodní doprava je možná do Frederictonu. Řeka slouží k plavení dřeva. V ústí leží město Saint John.